# Europese Senior Masters
De Europese Senior Masters is een golftoernooi van de Europese Senior Tour. Het wordt altijd op de Woburn Golf Club gspeeld.
De eerste editie was in 2001 en kreeg de naam STC Bovis Lend Lease European Invitational. In 2002 werd de naam veranderd in European Senior Masters.
De eerste play-off bij dit toernooi vond in 2005 plaats tussen twee goede vrienden, ook twee voormalige Ryder Cup captains: Mark James en Sam Torrance. James won met een birdie op de eerste extra hole.
In 2007 eindigde het toernooi met een play-off tussen Carl Mason en Costantino Rocca. Mason won, en werd de speler die het meeste op de Senior Tour had verdiend.
| Jaar                                       | Winnaar                                    | Score                                      |
| STC Bovis Lend Lease European Invitational | STC Bovis Lend Lease European Invitational | STC Bovis Lend Lease European Invitational |
| ------------------------------------------ | ------------------------------------------ | ------------------------------------------ |
| 2001                                       | Bob Shearer                                | -8                                         |
| Bovis Lend Lease European Senior Masters   |                                            |                                            |
| 2002                                       | Delroy Cambridge                           | -9                                         |
| 2003                                       | Paul Leonard                               | -8                                         |
| 2004                                       | Luis Carbonetti                            | -7                                         |
| 2005                                       | Mark James                                 | -9                                         |
| European Senior Masters                    |                                            |                                            |
| 2006                                       | Carl Mason                                 | -7                                         |
| 2007                                       | Carl Mason                                 | -6                                         |
| Travis Perkins plc Senior Masters          |                                            |                                            |
| 2008                                       | Gordon J. Brand                            | -9                                         |
| 2009                                       | Tony Johnstone                             | -10                                        |
| 2010                                       | Des Smyth                                  | -10                                        |
| 2011                                       | Boonchu Ruangkit                           | -9                                         |